# فريتز لانج (سياسي)
فريتز لانج (و. 1888 – 1983 م) هو سياسي، ومقاوم عسكري من ألمانيا الشرقية، ولد في برلين، توفي في برلين، عن عمر يناهز 95 عاماً.

## مناصب
تولى منصب Minister of Education of the German Democratic Republic ‏ (19 نوفمبر 1954–8 ديسمبر 1958)
- عمدة
- عضو في مجلس الشعب ‏

.

## جوائز
حصل على جوائز منها:
- نيشان كارل ماركس
- وسام الاستحقاق الوطني الفضي

## روابط خارجية
- فريتز لانج على موقع مونزينجر (الألمانية)